# Битва за пагорб «Гамбургер»
Битва за пагорб «Гамбургер» відбулась під час Війни у В'єтнамі, коли військові сили США зайняли та утримували долину Шао з 10 по 20 травня 1969 року.

## Підготовка до битви
В 1969 році армія США почала операцію «Сніжний Апачі» з метою знищення збройних сил Демократичної Республіки В'єтнаму в долині Шау, що знаходиться в Південному В'єтнамі. Розташована недалеко від кордону з Лаосом долина стала маршрутом, через який просочувалися війська ДРВ до Південного В'єтнаму.
Серед військ полковника Джона Конмі були: 3-й батальйон 187-го піхотного полку, 2-й батальйон 501-го полку, 1-й батальйон 506-го полку 101-ї повітряно-десантної дивізії. Їм допомагали в цій операції 9-й полк корпусу морської піхоти США, 3-й батальйон 5-го кавалерійського полку та 3-й полк збройних сил південного В'єтнаму. Долина Шау була покрита густими джунглями. Гора Ап Біа знаходилась в цій долині та була названа американцями Пагорбом 937.

## Бій

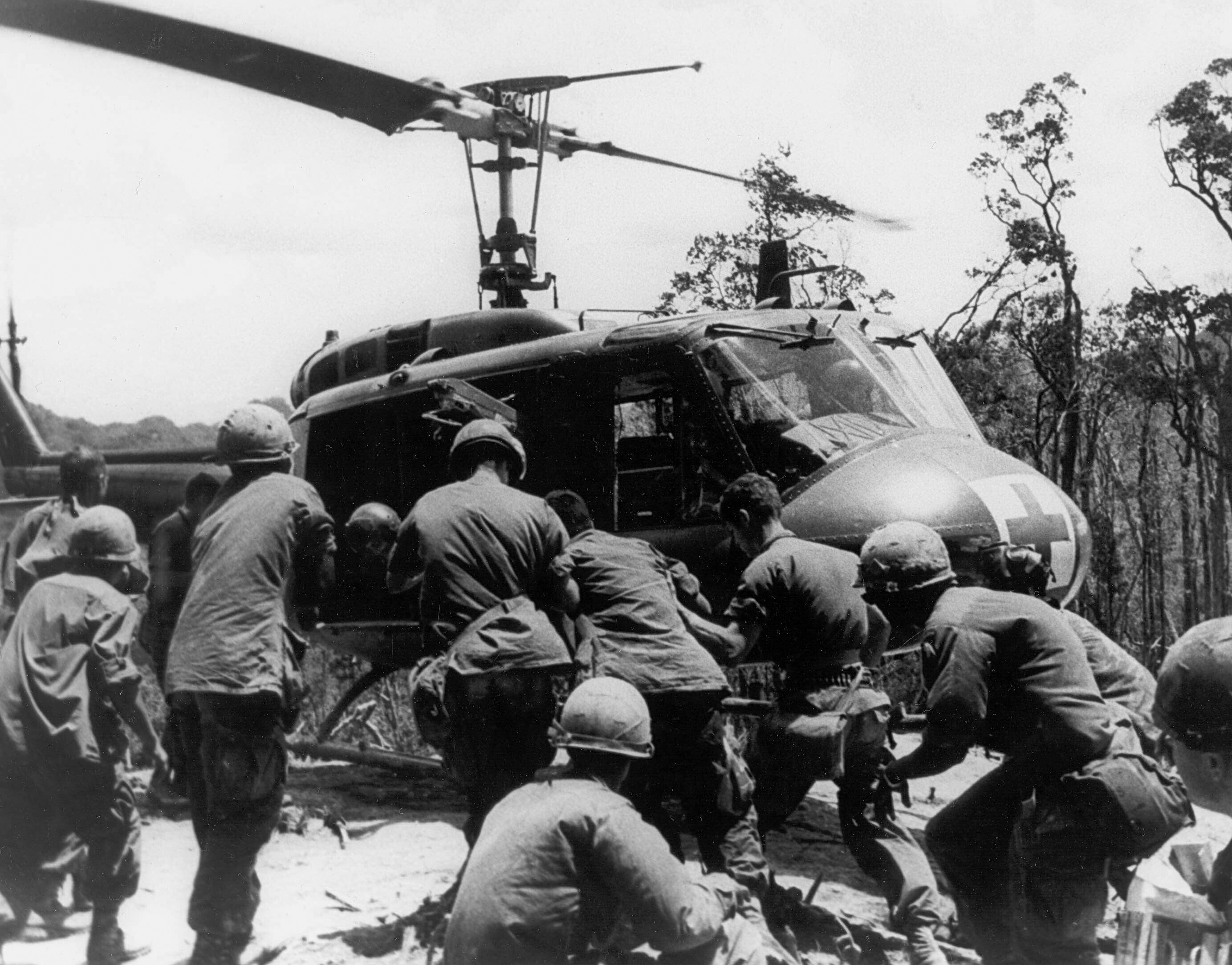
Поранених завантажують у UH1 гелікоптер

Битва розпочалась 10 травня 1969 року, коли 101-ша повітряно-десантна дивізія під керівництвом полковника Джона Конмея десантувалась у долині. 3-й бригаді наказали шукати та знищувати війська північного В'єтнаму в районах навколо, що знаходились під їхнім контролем. Війська США мали перевагу в небі, тому Конмі планував відіслати підкріплення в долину, якщо вони зустрінуть сильну відсіч. Першого дня, 10 травня, бої були не інтенсивними, але вони посилились, коли 3-й батальйон 187-го піхотного полку підійшли до ворожої бази.
Відправляючи два загону для пошуку ворогів на північному та північно-західному хребті пагорба, підполковник Уелдон Ханікатт наказав підрозділам Браво та Чарлі рухатися до вершини різними маршрутами. У кінці дня загін Браво зіткнувся з жорстким опором армії ДРВ. Для його підтримки відіслали бойові гелікоптери. Вони пропустили зону посадки, та ще й відкрили вогонь по своїм солдатам, в результаті чого було вбито двоє та поранено тридцять п'ять американців. Це був перший з кількох дружніх вогнів під час битви, оскільки густі джунглі ускладнили виявлення цілей на землі. Після цього інциденту 3-й батальйон 187-го полку відступив на оборонні позиції на ніч.
Протягом наступних двох днів підполковник Ханікутт спробував пересунути свій батальйон на позиції, де він зміг би розпочати скоординований штурм. Але деякий час вони не могли рухатись, оскільки їм заважали важка гірська місцевість та солдати ДРВ. Коли американські солдати рушили навколо пагорба, вони виявили, що ворог побудував складну систему бункерів та траншей. Бачачи, що епіцентр битви перемістився на пагорб 937, Конмі наказав зміститись 1-му батальйону 506-го полку до південної сторони. Одна частина Браво була підібрана гелікоптерами та була десантована на поле битви, а інша — залишилась на землі та змушена була йти пішки. Ця частина об'єдналася з основними силами лише 19 травня. 14 та 15 травня Ханікатт розпочав декілька атак на позиції армії ДРВ, проте з невеликим успіхом. Наступних два дні 1-й батальйон 506-го піхотного полку зондували південний схил. Зусиллям американців часто перешкоджали густі джунглі, які зробили повітряно-десантні сили навколо пагорбу непрактичними. У розпалі бою більша частина зелені навколо вершини пагорба була ліквідована напалмом та артилерійським вогнем, яке використовувалося для зменшення кількості бункерів армії ДРВ. 18 травня Конмі наказав скоординований штурм, щоб перший загін Чарлі нападав з півдня, а новостворений загін Дельта з півночі.
Штурмуючи, загін Дельта майже захопив вершину, але був відбитий та поніс великі втрати. Чарлі зміг би взяти південний гребінь Пагорба 900, але зустрівся з великим опором. 18 травня командувач 101-ї повітряно-десантної дивізії, генерал-майор Мелвін Заїс, прибув на місце битви і вирішив відправити в бій три додаткові батальйони, а також наказав відіслати з місця бойових дій загін Дельта, який втратив 60 % своїх солдатів. Перемістивши два батальйони на північно-східному та південно-східному схилах, Заіс і Конмі 20 травня о 10:00 ранку запустили всебічну атаку на пагорбі. У ході цього наступу були зачищені останні бункери армії ДРВ. До 5:00 вечора Пагорб 937 був під контролем армії США.

## Наслідки
У цій битві брали участь 1800 бійців за сторону Америки та 1500 солдатів північного В'єтнаму. Через деякий час бій на Пагорбі 937 став відомий як «Битва за пагорб „Гамбургер“». Ця назва нагадує подібну битву під час Корейської війни, відомої як «Битва за пагорб „Свиняча Відбивна“». На Пагорбі 937 США та Сили Південного В'єтнаму зазнали таких втрат: 70 солдатів було вбито, а 372 бійці було поранено. Загальна кількість втрат армії ДРВ невідома, але на пагорбі після бою було виявлено 630 тіл. Битва була надзвичайно широко висвітлено пресою, необхідність битви на Пагорбі 937 була піддана сумніву громадськістю. Ситуація погіршилась, коли армія США відмовилась захищати Пагорб 937 та відвела звідти свої війська 5 червня. Унаслідок цього суспільного та політичного тиску генерал Кріутон Абрамс змінив американську стратегію у В'єтнамі з «максимальний тиск» до «захисної реакції», прагнучи зменшити втрати.

## У масовій культурі
- Згадується у тексті американського репера Eminem «Amityville».
- У грі Battlefield: Bad Company 2 є мапа для мультиплеєру під назвою Hill 137 (натяк на 937).
- У 1987 році був знятий художній фільм «Hamburger Hill».